# WirtschaftsKurier
Der Wirtschaftskurier (Eigenschreibweise: WirtschaftsKurier – Die Unternehmerzeitung) ist eine Wirtschaftszeitung, die vierteljährlich als Printmedium und täglich online erscheint.

## Geschichte
Gegründet wurde der Wirtschaftskurier 1958 in München. Bis Ende 2012 gehörte die Zeitung zur Mediengruppe Pressedruck, Augsburg. Im November 2012 wurden das Konzept und das Design der Zeitung durch eine Auszeichnung beim European Newspaper Award gewürdigt. Seit Anfang 2013 gehört der Wirtschaftskurier zur Weimer Media Group. Chefredakteur ist Oliver Stock.

## Inhalte
Der Wirtschaftskurier ist Pflichtblatt der Börse München und erscheint im Rheinischen Format mit einer Auflage von 100.000 Exemplaren. Die Zeitung hat sich auf Hintergrundberichterstattung spezialisiert. Zielgruppe sind insbesondere Führungskräfte in der deutschen Wirtschaft. Redaktionssitz ist München.